# Nooszféra

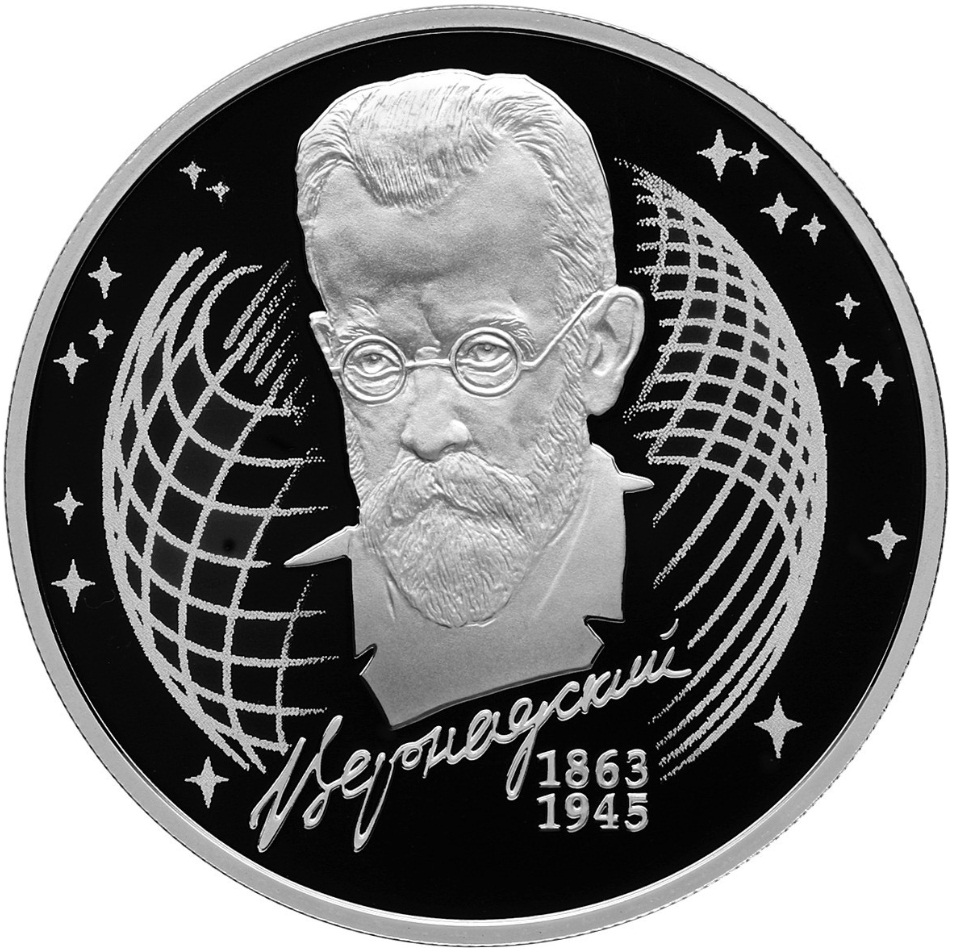
Vernadszkij — az Orosz Nemzeti Bank 2013. február 1-én kiadott emlékérme

A nooszféra a Föld emberi tevékenységtől befolyásolt övezete, tehát a globális tudat szférája, a bioszféra része.
A koncepció Vlagyimir Ivanovics Vernadszkij (1863–1945) orosz geokémikustól származik, aki szerint a nooszféra nem csak a jövőben fog megjelenni, hanem már az első emberi lény  tudatra ébredésétől létezik.

## Nevének eredete
A nooszféra a görög νους (nous) szó jelentése: elme, tudat.

## Története
Pierre Teilhard de Chardin (1881–1955), francia paleontológus, filozófus The Human Phenomenon című könyvében foglalkozott a nooszféra kérdéskörével. Már 1918-ban megalkotta „planetáris” gondolatának alapvető fogalmát, a „planetáris tudatot”, amelyet először „Nagy Monádnak”, majd „antroposzférának” nevezett, majd 1925-ben adta meg végleges nevét.
A lamarckizmusból és a neodarwinizmusból több elemet is átvett, de jelentős szerepet tulajdonított a gének mutációjának. Szerinte a nooszféra fejlődése egy végső állapot, az Omega pont felé tart. Teilhard azt mondta, hogy az egész kozmoszt a magasabbra törekvés jellemzi, és az Omega pont ennek a csúcspontja.
Rámutatott arra, hogy az urbanizáció, a technikai fejlődés és a kommunikációs módszerek révén mértani haladvány szerint sokasodnak az egyes embercsoportok politikájának, gazdaságának és gondolkodási szokásainak kapcsolatai. Alkalmanként azt állítják róla, hogy megjósolta az internet létrejöttét.
„az abszolút szakadást, amelyet szüntelenül a természetes és a mesterséges közé helyezünk. […] Ez ugyanannak a káros előítéletnek eredménye, amelyet évek óta tapasztalunk, anélkül, hogy értenénk: szemünk láttára alakul a földi utak megdöbbentő rendszere, a tengeri és légi utak, a postai utak hálózata, az összeköttetések, a sürgönydrótok és telefonkábelek, az elektromos hullámok révén, e hálózat napról napra jobban körülfonja a földet. Mindez üzleti és élvezeti kommunikáció, ismétlik egyesek; üzleti és hasznossági utak létesítése. Egyáltalán nem, mondjuk mi; hanem mélyebben az Emberiség igazi idegrendszerének megteremtése; egy közös tudat kidolgozása.”
„Az ember, hogy elkerülje az összeegyeztethetetlen eltűnés veszélyét, egy átgondolt aktivitás mechanizmusával egyre hatalmasabb és maradandóbb alanyba próbálja belehelyezni a tettei folytán elért eredmények összesítő elvét: Civilizáció, Emberiség, Föld Szelleme… a Világegyetem Szövetének valódi, elpusztíthatatlan atomjait alkotó Gondolatszemcsékből kiindulva, meghatározott eredőjű Világegyetem épül szüntelenül a fejünk felett – ellenkező irányban az elenyésző anyaggal; olyan Világegyetem, amely nem mechanikus energiát sűrít és raktároz el, hanem Személyeket.”
José Argüelles szerint a technoszféra megjelenése volt a feltétele, az az összekötő kapocs, amely lehetővé tette, hogy a bioszférától a nooszféráig jussunk. 

## Szférák
A földtan szerinti fő alrendszerek:
- gravitoszféra
- magnetoszféra
- atmoszféra
- hidroszféra
- litoszféra (kőzetburok)
- mezoszféra
- centroszféra (földmag)
- bioszféra
- pedoszféra (talaj)
- nooszféra (a tudat világa)

## Külső hivatkozások
- Teilhard de Chardin and the Noosphere
- The "Noosphere" Concept
- The Internet and the Noosphere
- Global Consciousness Project